# 李繩武 (清朝)
李繩武（？—1757年），漢軍正黃旗人，清朝軍事將領。
李繩武曾任騎都尉、雲騎尉、佐領、參領、湖廣黃州副將，雍正八年（1730年）擢升為甘肅寧夏總兵。雍正十年（1732年），署理陝西固原提督。乾隆元年（1736年），任河南河北鎮總兵。同年，任甘肅提督。乾隆三年（1738年），任固原提督。乾隆六年（1741年），復任甘肅提督。乾隆十年（1745年），任安西提督。乾隆十三年（1748年），復任甘肅提督、固原提督。乾隆十四年（1749年），先後任直隸古北口提督、福建陸路提督、浙江提督、固原提督。乾隆十五年（1750年），改任鎮海將軍、京口將軍。乾隆十六年（1751年），復任甘肅提督、安西提督。乾隆十七年（1752年），署理山東登州鎮總兵。乾隆十九年（1754年），改任陝西河州總兵。乾隆二十一年（1756年），復任安西提督、鎮海將軍、京口將軍。